# ZFYVE1
아연 손가락 FYVE 도메인 포함 단백질 1 (Zinc Finger FYVE domain-containing protein 1, ZFYVE1)은 인간에서 ZFYVE1 유전자에 의해 암호화되는 단백질이다.
FYVE 도메인은 포스파티딜이노시톨 3-인산 (PtdIns(3)P) 함유 막에 대한 세포 신호전달 및 막 수송에 관여하는 단백질의 모집을 중재한다. 이 유전자는 두 개의 아연 결합 FYVE 도메인을 직렬로 포함하는 단백질을 암호화한다. 이 단백질은 주로 골지체, 소포체를 나타낸다. 대안적으로 이 유전자에 대해 접합된 전사체 변종이 발견되었으며, 이는 크기가 다른 두 개의 이소형을 암호화한다.